# Gay Days
Gay Days (Hebreeuws: הזמן הוורוד; letterlijk 'de roze tijd') is een Israëlische documentaire uit 2009 over de opkomst van de LGBT-gemeenschap in Israël, met aan het woord belangrijke activisten als regisseur Eytan Fox, journalist Gal Uchovsky, onderzoekster Amalia Ziv, feestorganisator Shimon Shirazi en rockzangeres Ellyott. De laatstgenoemde verzorgde de muziek voor de film.

## Achtergrond
Halverwege de jaren 80 van de 20e eeuw waren er nog nauwelijks openlijk homoseksuele mensen in Israël. In 1998 waren het er al duizenden. In korte tijd maakte het land een enorme verandering door. Regisseur Yair Qedar documenteerde deze 'roze revolutie' in het door hem opgerichte homotijdschrift Hazman havarod ('De roze tijd'). Voor de gelijknamige documentaire maakte hij gebruik van archiefmateriaal, persoonlijke verhalen en zijn eigen dagboek. Het vertelt over de dagen van onderdrukking en discriminatie, de strijd voor gelijke rechten en de vorming van een gezamenlijke identiteit.
De film werd geproduceerd door Norma Productions met steun van The Yehoshua Rabinovich Foundation for the Arts en tv-zender yes. Het was zowel de slotfilm van het Docaviv Festival in mei 2009 als de openingsfilm op het Tel Aviv International LGBT Film Festival in juni 2009. Een jaar later was het ook te zien tijdens het 60ste internationaal filmfestival van Berlijn en het London Lesbian and Gay Film Festival. Sindsdien wordt het over de hele wereld vertoond op universiteiten, filmfestivals en andere evenementen in onder meer Nederland, Spanje, Zweden en de Verenigde Staten.